# Albartus Telting
Albartus Telting (Franeker, 11 oktober 1803 - aldaar, 17 september 1863) was een Nederlands jurist.

## Leven
Telting promoveerde te Groningen in de rechten en vestigde zich in 1826 als advocaat te Leeuwarden, waar hij zijn tijd verdeelde tussen de rechtsgeleerdheid en de letteren, en een zeer werkzaam lid was van het in 1819 te Leeuwarden opgerichte taal-, geschied- en dichtkundig genootschap Constanter en van het in 1827 opgerichte Provinciaal Friesch Genootschap ter Beoefening van Friesche Geschied-, Oudheid- en Taalkunde; van dit laatste genootschap was hij secretaris tot in 1841. In 1830 trok hij als tweede luitenant der mobiele schutterij op naar de grenzen en nam deel aan de Tiendaagse Veldtocht. Na zijn terugkomst werd hij secretaris van zijn geboortestad. Van 1843 tot 1848 was hij lid van de Tweede Kamer. Even na zijn verkiezing tot lid van de Kamer werd hij benoemd tot kantonrechter van het kanton Harlingen. Hij overleed te Franeker op 17 september 1863.

## Werk
- De maatschappij tot Nut van 't Algemeen, een Christelijke instelling, feestrede (Franeker 1834)
- Levensbericht van Mr. Daam Fockema (Leiden 1855)
- Levensschets van Mr. Albartus Deketh (aldaar 1857)

Voorts vertalingen en vele bijdragen, zowel in proza als in poëzie, in de Friesche Jierboeckjes van 1829 en volgende jaargangen, de Groninigsche Studenten Almanak, de Leeuwarder Courant, Friesche Volksalmanak, Almanak voor Hollandsche Blijgeestigen, Bibliotheek voor 't Huisgezin, Almanak voor het schoone en goede, de Vrije Fries, Muzen-Almanak, Friesche Almanak, enz.